# Lista zamków w Japonii
Lista zamków w Japonii – artykuł przedstawia listę zamków, znajdujących się na terenie Japonii

## Lista

### A
- Zamek Aizuwakamatsu (Zamek Tsuruga), Aizuwakamatsu
- Zamek Akashi, Akashi
- Zamek Akō, Akō
- Zamek Aoba, Sendai
- Zamek Aya, Aya
- Zamek Azuchi, Azuchi

### B
- Zamek Bitchu Matsuyama, Takahashi

### C
- Zamek Chihaya, Chihayakasaka

### E
- Zamek Echizen Ōno, Ōno
- Zamek Edo (Zamek Cesarski), Tokio (Kōkyo)

### F
- Zamek Fukuchiyama, Fukuchiyama
- Zamek Fukui, Fukui
- Zamek Fukuoka, Fukuoka
- Zamek Fukushima, Fukushima
- Zamek Fukuyama (Zamek Hisamatsu), Fukuyama
- Zamek Funai, Ōita
- Zamek Fushimi (Zamek Momoyama), Kioto

### G
- Zamek Gassantoda, Yasugi
- Zamek Gifu (Zamek Inabayama), Gifu
- Zamek Gogenyama
- Zamek Gujō Hachiman, Gujō

### H
- Zamek Hachigata, Yorii
- Zamek Hachinohe, Hachinohe
- Zamek Hachiōji, Hachiōji
- Zamek Hagi, Hagi
- Zamek Hakumai, Matsuzaka
- Zamek Hamamatsu, Hamamatsu
- Zamek Hara, Minamishimabara
- Zamek Hataya, Yamanobe
- Zamek Hayashi, Matsumoto
- Zamek Hiji (ruiny), Hiji
- Zamek Hikone, Hikone
- Zamek Himeji, Himeji
- Zamek Hinoe, Minamishimabara
- Zamek Hirado, Hirado
- Zamek Hirosaki, Hirosaki
- Zamek Hiroshima, Hiroszima

### I
- Zamek Ichijōdani, (ruiny) Fukui
- Zamek Iga Ueno, Iga
- Zamek Imabari, Imabari
- Zamek Ina, Kozakai
- Zamek Inuyama, Inuyama
- Zamek Itami, Itami
- Zamek Iwabitsu, Higashiagatsuma
- Zamek Iwakuni, Iwakuni
- Zamek Iwamura, Ena
- Zamek Iwasaki, Nisshin
- Zamek Iwayadō, Ōshū
- Zamek Izushi, Izushi

### K
- Zamek Kagoshima, Kagoshima
- Zamek Kakegawa, Kakegawa
- Zamek Kakunodate, Kakunodate
- Zamek Kameyama, Kameoka
- Zamek Kameyama, Kameyama
- Zamek Kami-Akasaka, Chihayakasaka
- Zamek Kamiizumi, Prefektura Yamanashi
- Zamek Kaminokuni, Kaminokuni
- Zamek Kaminoyama, Kaminoyama
- Zamek Kanayama, Ota
- Zamek Kanazawa, Kanazawa
- Zamek Kanō, Gifu
- Zamek Kannonji, Azuchi
- Zamek Karakawa, Goshogawara
- Zamek Karasawa, Sano
- Zamek Karatsu, Karatsu
- Zamek Kasugayama, Joetsu
- Zamek Katsuren, Uruma
- Zamek Kawagoe, Kawagoe
- Zamek Kawate, Gifu
- Zamek Ki, Sōja
- Zamek Kihara, Dystrykt Inashiki
- Zamek Kikko, Kagoshima
- Zamek Kikuchi, Kikuchi
- Zamek Kishiwada, Kishiwada
- Zamek Kitanosho, Fukui
- Zamek Kitsuki, Kitsuki
- Zamek Kiyosu, Kiyosu
- Zamek Kōchi, Kōchi
- Zamek Kōfu, Kōfu
- Zamek Kokura, Kitakyushu
- Zamek Komakiyama, Komaki
- Zamek Komine (Zamek Shirakawa), Shirakawa
- Zamek Komoro, Komoro
- Zamek Kōriyama, Yamatokōriyama
- Zamek Kubota, Akita
- Zamek Kumamoto, Kumamoto
- Zamek Kunimine, Kanra
- Zamek Kuniyoshi, Mihama
- Zamek Kurono, Gifu
- Zamek Kurume, Kurume
- Zamek Kururi, Kimitsu
- Zamek Kuwabara, Suwa
- Zamek Kuwana, Kuwana

### M
- Zamek Marugame, Marugame
- Zamek Maruoka, Maruoka
- Zamek Matsue, Matsue
- Zamek Matsukura, Takayama
- Zamek Matsumae, Matsumae
- Zamek Matsumori, Izumi
- Zamek Matsumoto, Matsumoto
- Zamek Matsushiro, Nagano
- Zamek Matsuyama, Matsuyama
- Zamek Matsuyama, Takahashi
- Zamek Matsuzaka, Matsusaka
- Zamek Mihara Mihara
- Zamek Minakuchi, Kōka
- Zamek Minato, Akita
- Zamek Minowa, Takasaki
- Zamek Mito, Mito
- Zamek Mitsumine, Sabae
- Zamek Miyao, Miyajima
- Zamek Morioka (Zamek Kozukata), Morioka
- Zamek Motegi, Motegi
- Zamek Muro, Toyohashi

### N
- Zamek Nagahama, Nagahama
- Zamek Nagamori, Gifu
- Zamek Nagaoka, Nagaoka
- Zamek Nagashino, Shinshiro
- Zamek Nagoya, Nagoya
- Zamek Nagoya, Karatsu
- Zamek Nagurumi, Minakami
- Zamek Nakatsu, Nakatsu
- Zamek Nanao, Nanao
- Zamek Ne, Hachinohe
- Zamek Negoya, Otaki
- Zamek Nihonmatsu, Nihonmatsu
- Zamek Nijō, Kioto,
- Zamek Nirayama, Izunokuni
- Zamek Nirengi, Toyohashi
- Zamek Nishigawa, Toyohashi
- Zamek Noda, Prefektura Aichi

### O
- Zamek Obama, Obama
- Zamek Obama, Iwashiro
- Zamek Obi, Nichinan
- Zamek Odani, Kohoku,
- Zamek Odawara, Odawara
- Zamek Ōgaki, Ōgaki
- Zamek Ōgo, Ōgo
- Zamek Ōtawara, Ōtawara
- Zamek Ōita, Ōita
- Zamek Oka, Taketa
- Zamek Okayama, Okayama
- Zamek Okazaki, Okazaki
- Zamek Omi Hachiman, Omihachiman
- Zamek Onomichi, Onomichi
- Zamek Ōsaka, Osaka
- Zamek Oshi, Gyōda
- Zamek Otaki, Otaki
- Zamek Oyama, Dystrykt Haibara
- Zamek Ozu, Ozu

### S
- Zamek Saga, Saga
- Zamek Sagiyama, Gifu
- Zamek Saiki, Saiki
- Zamek Sakura, Sakura
- Zamek Sano, Sano
- Zamek Sarukake, Akitakata
- Zamek Sarukake, Kurashiki
- Zamek Sasayama, Sasayama
- Zamek Satowara, Miyazaki
- Zamek Sawayama, Hikone
- Zamek Sekiyado, Noda
- Zamek Sendai, Sendai
- Zamek Senshu, Senshu
- Zamek Shibata, Shibata
- Zamek Shichinohe, Dystrykt Kamikita
- Zamek Shikizan
- Zamek Shimabara, Shimabara
- Zamek Shimo-Akasaka, Senshu
- Zamek Shinpu, Nirasaki
- Zamek Shirakawa, Shirakawa
- Zamek Shiroishi, Shiroishi
- Zamek Shizugatake, Shizugatake
- Zamek Shōryūji, Nagaokakyō
- Zamek Sunomata, Ōgaki
- Zamek Sunpu, Shizuoka

### T
- Zamek Tahara, Tahara
- Zamek Taka, Matsuzaka
- Zamek Takada, Jōetsu
- Zamek Takamatsu, Takamatsu
- Zamek Takaoka, Takaoka
- Zamek Takasaki, Takasaki
- Zamek Takashima, Suwa
- Zamek Takatori, Takatori
- Zamek Takayama, Takayama
- Zamek Takeda, Asago
- Zamek Takenoya, Gamagori
- Zamek Tamanawa, Kamakura
- Zamek Tanaka, Fujieda
- Zamek Tatebayashi, Tatebayashi
- Zamek Tateyama, Tateyama
- Zamek Tatsuno, Tatsuno
- Zamek Tobiyama, Utsunomiya
- Zamek Tokushima, Tokushima
- Zamek Tomioka, Reihoku
- Zamek Tomo, Fukuyama
- Zamek Tottori, Tottori
- Zamek Toyama, Toyama
- Zamek Tsu, Tsu
- Zamek Tsuchiura, Tsuchiura
- Zamek Tsuruga, Tsuruga
- Zamek Tsurumaru, Kagoshima
- Zamek Tsutsujigasakiyakate, Kōfu
- Zamek Tsuwano, Tsuwano
- Zamek Tsuyama, Tsuyama

### U
- Zamek Uchi, Kagoshima
- Zamek Ueda, Ueda
- Zamek Uehara, Chino
- Zamek Ueno, Iga
- Zamek Urado, Kōchi
- Zamek Usuki, Usuki
- Zamek Utsunomiya, Utsunomiya
- Zamek Uwajima, Uwajima
- Zamek Uzuki, Matsuyama

### W
- Zamek Wakayama, Wakayama
- Zamek Washi, Oyama

### Y
- Zamek Yagami, Sasayama
- Zamek Yamagata, Yamagata
- Zamek Yamanaka, Mishima
- Zamek Yatsushiro, Yatsushiro
- Zamek Yodo, Kioto
- Zamek Yokote, Yokote
- Zamek Yonezawa, Yonezawa
- Zamek Yoshida, Toyohashi